# Aire-sur-la-Lys
Aire-sur-la-Lys är en kommun i departementet Pas-de-Calais i regionen Hauts-de-France i norra Frankrike. Kommunen ligger i kantonen Aire-sur-la-Lys som tillhör arrondissementet Saint-Omer. År 2022 hade Aire-sur-la-Lys 9 568 invånare.

## Befolkningsutveckling
Antalet invånare i kommunen Aire-sur-la-Lys
| Referens: INSEE |